# Mystery Lane
Mystery Lane est une série télévisée d'animation 3D française créée en 2019 par Josselin Charier et Antoine Rodelet, produite par Hari (anciennement Studio Hari) et distribuée par Hari International, elle compte 26 épisodes de 22 minutes. Les créations graphiques sont de Bertrand Gatignol pour les personnages et Alexandre de Broca pour les décors. Une deuxième saison est en cours de réalisation.

## Synopsis
À Londres, des événements étranges surviennent, et un seul animal semble capable de démêler ces mystères : Clever, un hamster détective au talent exceptionnel. Installée dans une petite salle de l'animalerie du quartier Lexington, elle est connue pour son sens infaillible de l'observation et sa logique imparable. Lorsque les enquêtes deviennent périlleuses, Clever peut compter sur son frère Bro, impulsif mais courageux, toujours prêt à se lancer dans des situations risquées. Ensemble, ils affrontent plus de 20 énigmes complexes qui échappent même à Scotland Yard. Réussiront-ils à élucider ces affaires mystérieuses ?

## Fiche technique
Sauf indication contraire, les informations mentionnées dans cette section peuvent être confirmées par les bases de données cinématographiques IMDb et Allociné,  présentes dans la section « Liens externes ».
- Titre original : Mystery Lane
- Création : Antoine Rodelet, Josselin Charier
- Réalisation : Cédric Lachenaud (14 épisodes), Victor-Emmanuel Moulin (13 épisodes)
- Scénario : Antoine Rodelet, Josselin Charier, Elisa Rodelet
- Direction artistique : Bertrand Gatignol (personnages), Alexandre de Broca (décors)
- Musique : Les Frères Sonor
- Société de production : Studio Hari
- Société de distribution : Hari International
- Pays d'origine :  France
- Langue originale : français
- Genre : Animation, Aventure
- Durée : 26x22 minutes
- Nb. de saisons : 1
- Nb. d'épisodes : 26

## Distribution
- Kaycie Chase : Clever, Bro
- Guillaume Orsat : McFlare
- Martial Le Minoux : Atlas, Brien, Travis, Alfred, Vulcan
- Jérémy Prévost : Mercure, Lloyd, Hermès, Salty, Vroom
- Benoît Du Pac : Charcoal, Paxton, Basile, Bartock, Flash, Loop
- Barbara Tissier : La Reine, Snowflake, Athéna, Vénus, Anastasia

## Épisodes

### Saison 1 (2022-2023)
1. Le Voleur Invisible
2. Le Chevalier Maléfique
3. Une Cage vide à Wimbledon
4. Le Trésor des Catacombes
5. Le Secret des Templiers
6. Projet: Hippocampe
7. Le Piège de la Pieuvre
8. Le Serval de la Tamise
9. L'invincible adversaire
10. Le Gnome aux diamants
11. L'attaque de la Fourmi Géante
12. Le Retour de Warragul
13. La Vengeance du Loup-garou
14. La Menace Oubliée
15. La horde secrète
16. Le Vampire de Lexington
17. La Volière hantée
18. Le Mystère de Lexington Alley
19. L'Insaisissable Robin des animaux
20. Le Faiseur d'énigmes
21. Le Ronge-muraille
22. Le maître de la foudre
23. La gorgone de Regent's Park
24. Le Spectre de Linford Street
25. L'espionne de Buckingham
26. La Cause

### Saison 2 (2025)

#### Épisodes hors-séries
- Mystery Lane : Enquête Blanche (2024)[2]

## Diffusion
La série est distribuée par Hari International dans le monde entier. Elle est initialement diffusée sur RTS en Suisse dès le 31 décembre 2022. Le 24 avril 2023, la diffusion débute sur CITV Grande-Bretagne. Puis Disney Channel Allemagne propose la série à partir du 8 mai 2023. Une deuxième saison est toujours en cours de réalisation.

## Distinctions
Le 14 février 2023, Mystery Lane fait partie des 5 séries originales jeunesse en compétition pour la 3ème édition du "Coup de coeur" de l'AGrAF (Les auteurs regroupés de l’animation française). La série ne remporte pas le prix, finalement décerné à la série Runes.
Le 8 juin 2023, Mystery Lane remporte le Pulcinella Award dans la catégorie Best Kids TV series (7-11 ans), lors de la 27e édition du Cartoons on the bay, en Italie.